# Guy Mettan
Guy Mettan, né le 19 novembre 1956 à Evionnaz (originaire du même lieu), dans le canton du Valais, est un journaliste et une personnalité politique suisse, membre du Parti démocrate-chrétien (PDC) puis de l'Union démocratique du centre (UDC).
Il est controversé en raison de sa défense de Vladimir Poutine, accusé de servir de relais à la propagande du Kremlin, notamment à propos de l'Ukraine et de la Syrie.

## Biographie
Guy Mettan naît le 19 novembre 1956 à Evionnaz, dans le canton du Valais. Il en est également originaire.
Il suit ses études secondaires de 1975 à 1979 à Genève. Pendant cette période, il fonde la revue universitaire Courants dont il est également rédacteur en chef.
Ayant obtenu son diplôme en sciences politiques, il effectue un premier stage au Journal de Genève de 1980 à 1983[réf. nécessaire]. Il travaille ensuite au Temps stratégique jusqu'en 1989, à Bilan jusqu'en 1990, puis au Nouveau Quotidien de 1991 à 1992, pour finalement se retrouver directeur et rédacteur en chef de la Tribune de Genève, à la suite de l'acquisition de ce quotidien par le groupe Edipresse[réf. nécessaire]. Dans le cadre de travaux de l'UNESCO, il propose de créer un serment déontologique des journalistes.
En 1998, Guy Mettan est évincé de son poste à la Tribune de Genève.
Le 8 février 2017, Vladimir Poutine lui décerne la médaille de l'amitié au nom de la Russie,.
Il est marié, adopte une fille russe en 1994, ce qui lui octroie la nationalité russe par décret présidentiel.

### Parcours politique
Il est élu conseiller municipal de la Ville de Genève en 1999.
Depuis 2001, il est député au Grand Conseil du canton de Genève, qu'il préside entre novembre 2009 et novembre 2010. En 2019, il démissionne du Parti démocrate-chrétien et fonde le parti Planète bleue[réf. nécessaire]. Sous ces couleurs, il se présente en octobre 2019 aux élections du Conseil national, obtenant 0,88 % des voix[réf. nécessaire]. Apparentée à celle des Vert'libéraux, sa liste contribue à l'élection du premier conseiller national vert'lib du canton de Genève.
Il rejoint les rangs de l'UDC en novembre 2022 en vue des élections cantonales du printemps 2023, qui le voient élu au Grand Conseil. En 2023, il est candidat de son parti au Conseil national.

### Autres activités
En 1996, il crée et anime le Business Club Romand à Zurich. En 1998, il préside la Fondation EMA « qui a pour but d'offrir aux pays du Sud un meilleur accès aux capitaux, aux technologies et aux marchés internationaux ».
En 2001, il est nommé vice-président de la Chambre de commerce Suisse-Afrique de l’Ouest, en 2005 de la Joint Chambers of Commerce Suisse-Russie puis en 2006, président de la Croix Rouge genevoise. La même année, il fonde le Club suisse de la presse, controversé, dont il est président puis directeur exécutif. Il quitte cette fonction à la fin 2019.
En parallèle, il est également fondateur et coordinateur du Festival francophone de philosophie de Saint-Maurice, au Valais.
Guy Mettan est membre du GIPRI, un institut de recherche pour la paix aux positions pro-Kremlin.

### Prises de positions et controverses
Guy Mettan est régulièrement décrit comme étant conciliant avec la politique de Vladmir Poutine ou « pro-russe ». Selon le défenseur des droits humains Florian Irminger, « on ne peut pas ignorer qu'au niveau international, Guy Mettan est reconnu comme un apologiste du gouvernement de Vladimir Poutine »,,. Il est également accusé de partager la propagande du Kremlin, notamment lors de l'invasion de l'Ukraine par la Russie.
Reporters sans frontières accuse Guy Mettan de servir de relais à la propagande de la Russie alors qu'il organise une conférence donnant uniquement la parole à des propagandistes partageant des théories du complot concernant les Casques Blancs syriens,,.

## Publications
- Les Alpes à l’avant-garde de l’Europe?, Le Temps stratégique, 1986
- Création et innovation en Suisse, Éditions Zoé, 1989
- Vibrant éloge de Guillaume Tell, Éditions Zoé, 1991
- Genève, ville de paix. De la conférence de 1954 sur l'Indochine à la coopération internationale, Genève, Éditions Slatkine, 2004[24]
- De l’imaginaire au réel, aller retour, spectacle de peinture-danse, Thonon, 1988
- Guillaume Tell, poème symphonique rock opéra-rock écrit, produit et télédiffusé en Suisse romande à l’occasion du 700e anniversaire de la Confédération en 1991
- Dictionnaire impertinent de la Suisse (avec Christophe Büchi), Éditions Slatkine, 2010
- Genève ou le besoin de grandir, Éditions Slatkine, 2013
- Nouveau dictionnaire impertinent de la Suisse (avec Christophe Buchi), Éditions Slatkine, 2013
- Russie-Occident, une guerre de mille ans : La russophobie de Charlemagne à la crise ukrainienne, Éditions des Syrtes, 2015 (ISBN 978-2-940523-18-4)[25]
- Le continent perdu : Plaidoyer pour une Europe démocratique et souveraine, Éditions des Syrtes, 2019, 262 p. (ISBN 978-2-940628-14-8)[26]
- Valais - République des glaciers, Bruxelles, Nevicata, avril 2021, 85 p. (ISBN 9782875231796)[27]
- Le monde à deux mille mètres, Genève, Slatkine, mai 2021, 248 p. (ISBN 9782832110430)[27]
- La tyrannie du bien : Dictionnaire de la pensée (in)correcte, Genève, Éditions des Syrtes, avril 2022, 272 p. (ISBN 9782940701193)[28]